# Lithobius abukumensis
Lithobius abukumensis är en mångfotingart som först beskrevs av S. Ishii 1991.  Lithobius abukumensis ingår i släktet Lithobius och familjen stenkrypare. Inga underarter finns listade i Catalogue of Life.